# Municipio de Richland (condado de Monroe, Indiana)
El municipio de Richland (en inglés: Richland Township) es un municipio ubicado en el condado de Monroe en el estado estadounidense de Indiana. En el año 2010 tenía una población de 14343 habitantes y una densidad poblacional de 156,26 personas por km².

## Geografía
El municipio de Richland se encuentra ubicado en las coordenadas 39°11′57″N 86°37′16″O / 39.19917, -86.62111. Según la Oficina del Censo de los Estados Unidos, el municipio tiene una superficie total de 91.79 km², de la cual 91.78 km² corresponden a tierra firme y (0.01%) 0.01 km² es agua.

## Demografía
Según el censo de 2010, había 14343 personas residiendo en el municipio de Richland. La densidad de población era de 156,26 hab./km². De los 14343 habitantes, el municipio de Richland estaba compuesto por el 95.73% blancos, el 0.96% eran afroamericanos, el 0.17% eran amerindios, el 0.79% eran asiáticos, el 0.03% eran isleños del Pacífico, el 0.82% eran de otras razas y el 1.5% pertenecían a dos o más razas. Del total de la población el 1.74% eran hispanos o latinos de cualquier raza.